# لويز هنري
لويز هنري (بالإنجليزية: Louise Henry)‏ هي ممثلة أمريكية، ولدت في 14 يونيو 1911 في سيراكيوز في الولايات المتحدة، وتوفي بنفس المكان في 12 ديسمبر 2011.

## وصلات خارجية
- لويز هنري على موقع IMDb (الإنجليزية)
- لويز هنري على موقع أول موفي (الإنجليزية)
- لويز هنري على موقع قاعدة بيانات الفيلم (الإنجليزية)